# Gas OC

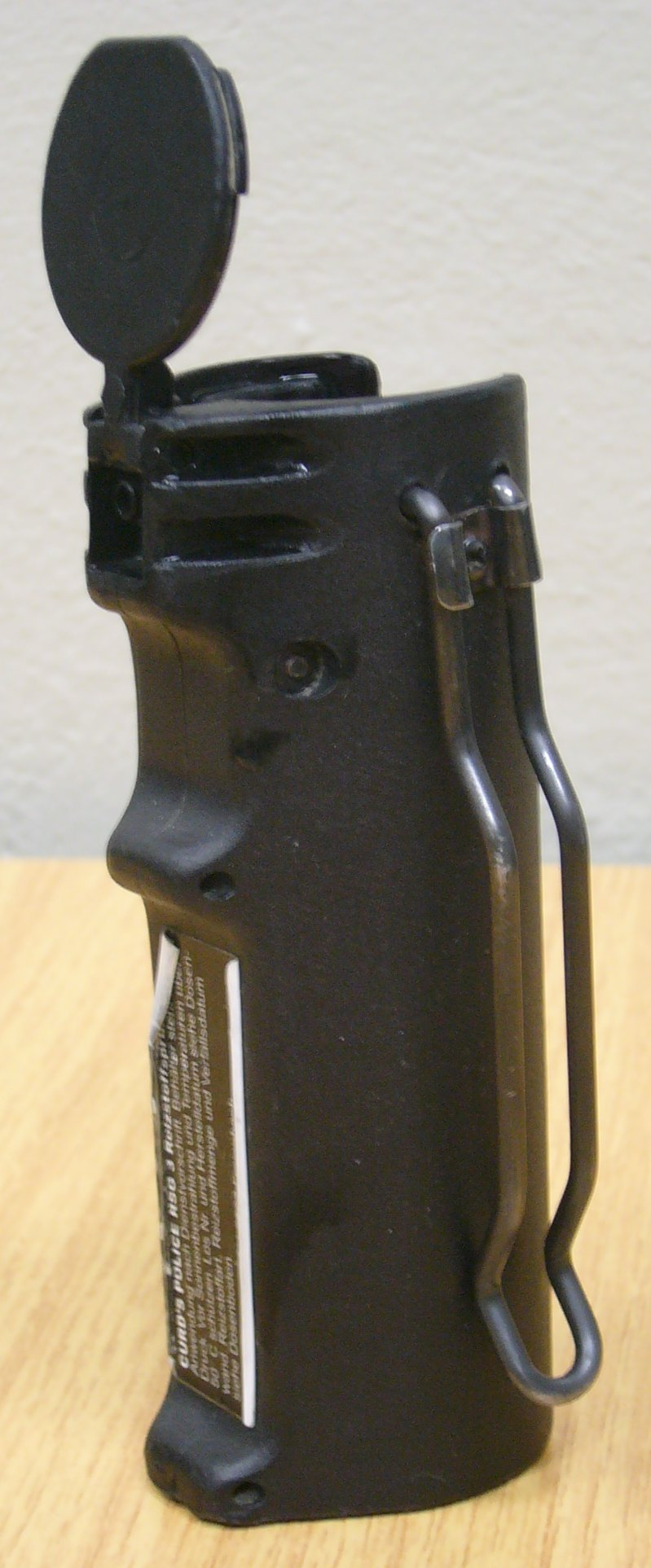
Uno spray al peperoncino usato dalla polizia tedesca

Il gas OC (da oleoresin capsicum), conosciuto anche come Oleoresium Capsicum, è una particolare sostanza naturale che sfrutta le proprietà vasodilatatorie del principio attivo, cioè la capsaicina. Viene utilizzato principalmente negli spray al peperoncino per difesa personale anche per difesa da animali come ad esempio gli orsi.

## Caratteristiche
Solitamente le bombolette in cui gas OC viene immagazzinato  hanno dimensioni ridotte, in modo da essere trasportate comodamente in tasca o in borsetta. Il principio attivo alla base del gas è la capsaicina, derivata dai frutti delle piante del genere Capsicum, tra cui vi è il comune peperoncino. La sua intensità è misurata in circa 5 300 000 SHU. Il composto viene ottenuto tramite macinazione dei frutti migliori, dopodiché viene estratta la capsaicina usando un solvente organico, solitamente etanolo. Il solvente viene poi fatto evaporare, ottenendo infine la resina.
Successivamente viene aggiunto del glicole propilenico per ottenere una sospensione acquosa; il tutto viene poi pressurizzato per ottenere un aerosol e quindi uno spray. Per misurare la quantità di capsaicina presente nello spray ottenuto si utilizza la cromatografia liquida ad alta pressione. L'OC non contamina, in quanto non è né un agente patogeno, né un contaminante. Il suo effetto sulla pelle produce una forte infiammazione della parte esposta, che può essere alleviata unicamente tramite l'utilizzo di acqua fresca o di soluzioni fisiologiche. Un abbondante e lungo lavaggio minimizza gli effetti fino a farli sparire.
Un composto sintetico simile alla capsaicina, la nonivamide, viene commercializzato in Inghilterra come PAVA spray. In Russia viene utilizzata la morfolinammide dell'acido pelargonico.

## Utilizzo nella difesa personale

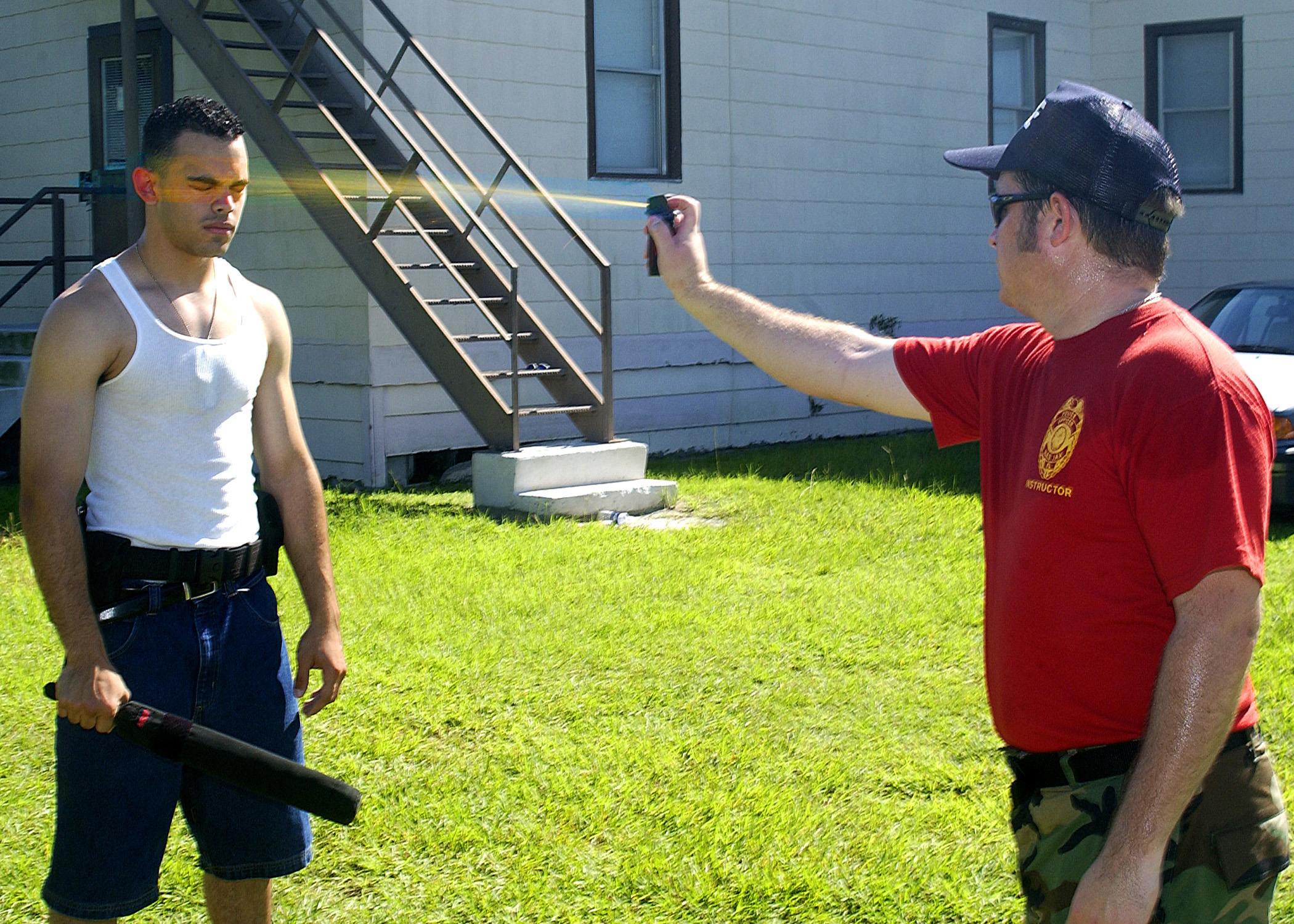
Utilizzo del gas OC

Lo spray al peperoncino causa essenzialmente infiammazione, ed agisce in particolare sugli occhi e sulle mucose, quali quelle della bocca. Tra gli effetti immediati vi sono bruciore, tosse e lacrimazione. Queste sue proprietà lo rendono molto utilizzato nella difesa personale, commercializzato in piccole bombolette spray. Sebbene sia inteso come strumento di difesa personale e non come arma in grado di ferire permanentemente o uccidere possono esserci complicazioni con un soggetto asmatico. Il Los Angeles Times nel 1995 riportava 61 casi di decesso riconducibili all'uso del gas OC.

## Disciplina normativa

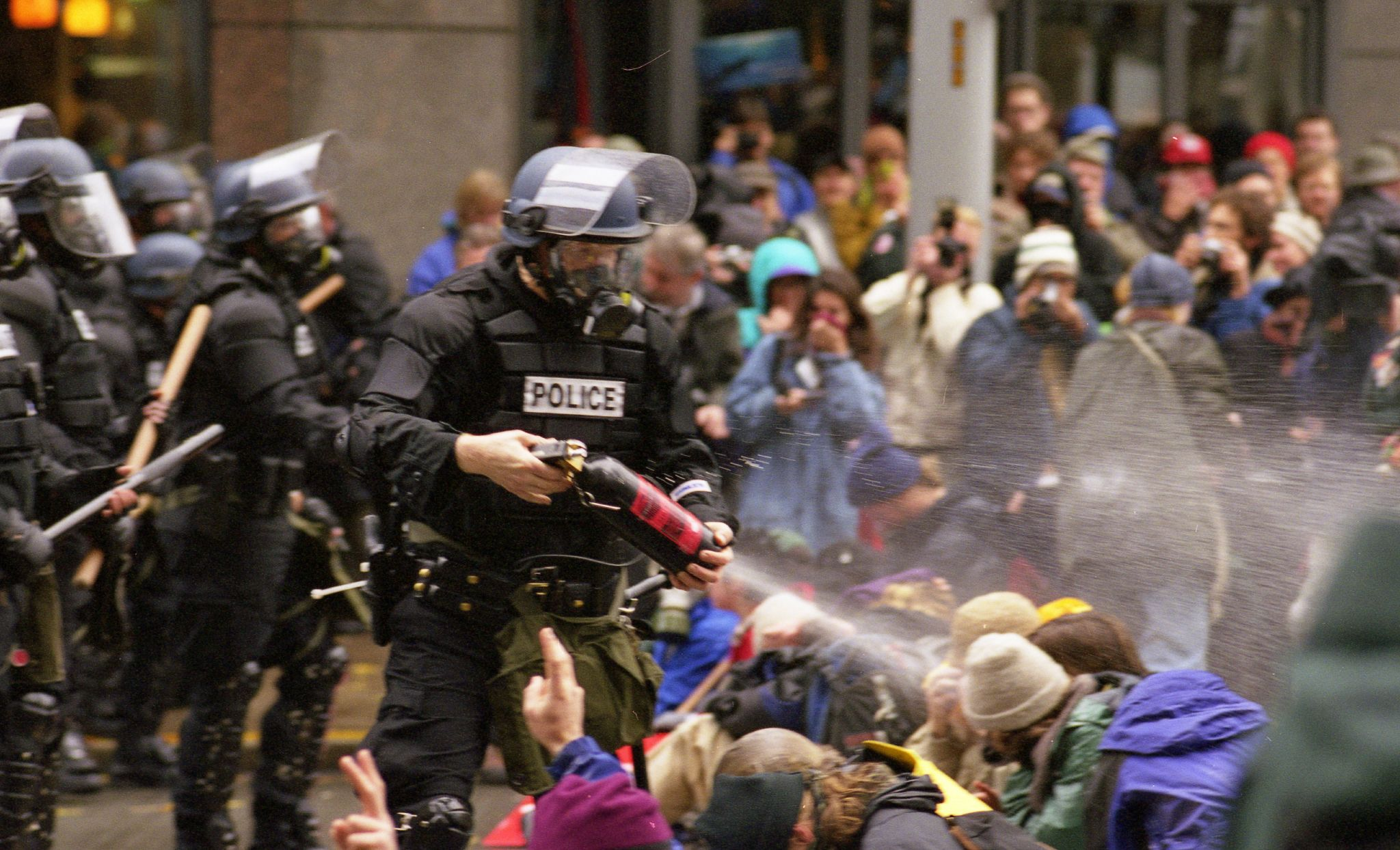
Bomboletta di gas OC spruzzata contro i manifestanti durante il WTO a Seattle nel 1999

Ogni Stato del mondo attua una propria politica riguardo alla regolamentazione dell'uso dello spray al peperoncino.
- In Belgio è considerato un'arma, e il suo trasporto è vietato tranne che per gli agenti di polizia.[2]
- In Finlandia il suo uso è regolamentato dalla legge sulle armi da fuoco ed il suo possesso richiede una licenza; le licenze sono concesse per difesa personale o per utilizzo in ambito lavorativo (vigilanza).[3]
- In Germania gli spray destinati alla difesa dagli animali sono legali ed utilizzabili da chiunque, non essendo considerate armi.[4] Gli spray non garantiti dalla Materialprüfanstalt sono classificati come armi e quindi proibiti. Gli altri tipi sono legali solo per i maggiori di 14 anni[5] ed utilizzabili sull'uomo solo per giustificato motivo.[6]
- A Hong Kong il gas OC è considerato un'arma ed il possesso è reato, punibile con una multa di 100 000 HK$ o fino a 14 anni di reclusione.[7]
- In Italia, il gas OC è stato a lungo considerato un'arma propria, con un numero ristrettissimo di prodotti a ridotta concentrazione (tre) elencati sul sito della Polizia di Stato e approvati dal Ministero dell'Interno, dei quali era consentito l'uso, il trasporto e il porto senza autorizzazione prefettizia.[8] Peraltro la Corte di cassazione, con le sentenze 21932/2006 e 44994/2007, entrambe pronunciate dalla Sezione I Penale, ha ritenuto la natura di arma comune da sparo delle bombolette caricate con gas irritante non approvate dal ministero dell'interno; conseguentemente il porto di bombolette non approvate dal ministero, in assenza della licenza prefettizia, costituiva reato perseguibile a norma di legge.[9] Il 12 maggio 2011, con decreto n°103, il Ministero dell'Interno ha liberalizzato l'acquisto, la detenzione e il porto in pubblico per tutti i maggiori degli anni 16 di ogni e qualsiasi strumento di autodifesa che nebulizzi un principio attivo naturale a base di Oleoresin Capsicum e che non abbia attitudine a recare offesa alla persona, in attuazione dell'articolo 3, comma 32, della legge n. 94/2009. (G.U. 8 luglio 2011 n. 157). Per risultare di libera vendita e libero porto, tali strumenti devono:

- Contenere una miscela non superiore a 20 ml;
- Contenere una percentuale di oleoresin capsicum disciolto non superiore al 10 per cento, con una concentrazione massima di capsaicina e capsaicinoidi totali pari al 2,5 per cento;
- Non includere nella miscela erogata alcuna sostanza infiammabile, corrosiva, tossica o cancerogena, nessun aggressivo chimico né alcun principio attivo al di fuori dell'Oleoresin Capsicum medesimo;
- Essere sigillati all'atto della vendita, muniti di un sistema di sicurezza contro l'attivazione accidentale ed etichettati con apposita dicitura che ne segnali la natura irritante (Xi), il divieto di vendita ai minori di anni 16, il nome del produttore e/o dell'importatore;
- Avere una gittata utile non superiore a tre metri.

- Negli USA, ogni Stato regolamenta in modo autonomo l'uso del gas OC; in genere, il possesso e il trasporto sono consentiti al di sopra dei 18 anni.